# Lacombe, Louisiana
Lacombe är en ort i Saint Tammany Parish i delstaten Louisiana, USA.